# Horní Radouň
Horní Radouň (německy Ober Radaun) je obec v okrese Jindřichův Hradec v Jihočeském kraji. Včetně částí Bukovka, Nový Bozděchov a Starý Bozděchov v obci žije 262 obyvatel.

## Historie
První písemná zmínka o obci pochází z roku 1390, kdy zemřela Dorota z Myslkovic a její statky v Radouni král Václav IV. předal Kamarétovi z Lukavce. Nelze s jistotou určit, o které konkrétní části dnešní vesnice se tento historický záznam zmiňuje, avšak pravděpodobně se jednalo o tu část, která později připadla panství Kamenickému, které tehdy Kamarét dočasně spravoval.
Dnešní obec Horní Radouň vznikla spojením celkem šesti původních osad, které měly velmi odlišný historický vývoj. V některých obdobích drželo různé části obce až pět různých šlechtických rodů.

### Horní Radouň
Jižní polovina dnešní vsi, přibližně od mlýnů čp. 23 a 60 (včetně) po proudu potoka.
První historická zmínka výslovně zmiňující přívlastek „Horní“ pochází z roku 1461, kdy dvory po nebožtíku Petru Vlkovi z Horní Radouně král Jiří z Poděbrad přiřkl svému kuchaři Marku Holubovi.[chybí lepší zdroj]
Roku 1487 umírá tehdejší držitel vsi Jan Mitrnos z Útěchovic a zápis v deskách dvorských uvádí, že jeho majetek, včetně části Horní Radouně nedávno zakoupené od Jindřicha Olbrama ze Štěkře, připadá na panství kamenické. Roku 1545 při dělení tohoto panství jsou jmenovány jednotlivé dvory a hospodáři, díky čemuž lze určit, o kterou část vesnice se jednalo[chybí lepší zdroj] – již tento zápis zmiňuje tři mlýny, které lze identifikovat jako dnešní čp. 23 (mlýn Šebestův), již zaniklé čp. 60 (mlýn Hronův), a také dnešní čp. 15 v Okrouhlé Radouni (mlýn Půlpytlův), který původně náležel k Horní Radouni. Nejpozději roku 1734 lze v Tereziánském katastru nalézt čtvrtý mlýn, dnešní čp. 11 (mlýn Novákův).[chybí lepší zdroj]
Ke kamenickému panství bylo roku 1649 připojeno panství Včelnice a Horní Radouň postupem času splynula s Včelnickou Radouní.

### Včelnická Radouň

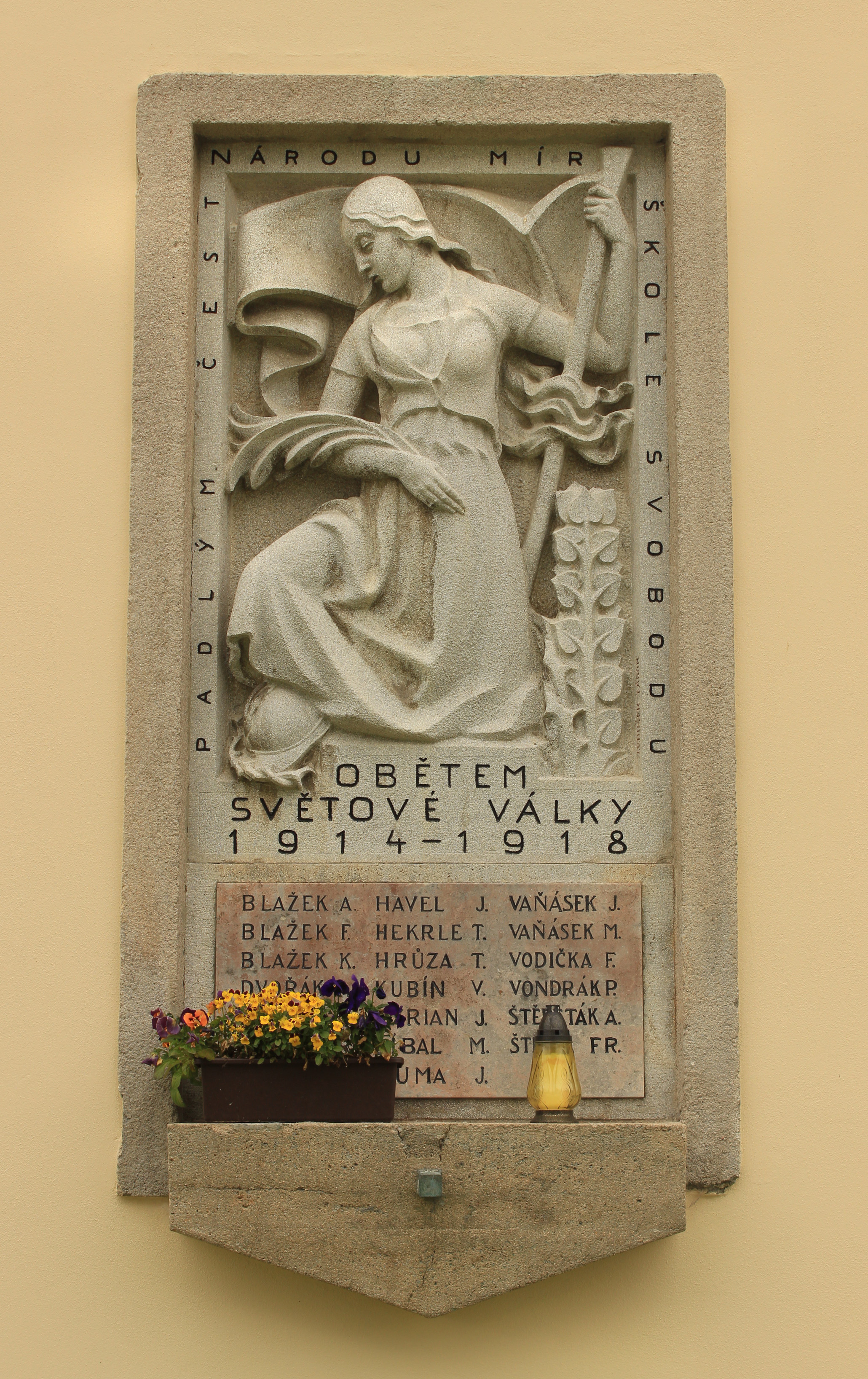
Památník na stěně muzea

Severní polovina dnešní vsi, přibližně od mlýnů čp. 23 a 60 proti proudu potoka.
Německy zvaná Wschelnitz Radaun a do roku 1806 splynula s Horní Radouní.
Tato část obce byla od zbytku vsi oddělena nejpozději roku 1528, kdy ji držel rod Čabelických ze Soutic. Zápis z tohoto roku jmenuje jednotlivé dvory a hospodáře; zmiňuje také jeden mlýn, „na kterém sedí Mašek“ (pravděpodobně dnešní čp. 26, ovšem v žádných dalších zdrojích se zde již mlýn neuvádí).
Nejpozději roku 1601 se stala součástí panství Včelnice v držení rodu Vencelíků z Vrchovišť a se zbytkem vsi byla spojena až roku 1649, kdy bylo celé včelnické panství prodáno a spojeno s panstvím Kamenickým v držení rodu Lasaga y Paradis.[chybí lepší zdroj] Nehledě na pozdější několikeré dělení a znovuspojování těchto dvou panství, k opětovnému oddělení této osady od Horní Radouně již nedošlo a název Včelnická Radouň, který je poprvé doložen až v berní rule roku 1654, postupně z historických pramenů vymizel – naposledy se vyskytuje v pozemkových knihách na přelomu 18. a 19. století.[chybí lepší zdroj]

### Dolní Radouň
Několik stavení v nejjižnější části vsi, přibližně po čp. 7 (neplést se současnou vsí téhož jména – ta se do roku 1945 nazývala Německá Radouň, německy Wenkerschlag, v nejstarších zdrojích také označována jako Velká Radouň).
Od zbytku obce byla tato část oddělena ještě před rokem 1487 – zřejmě se jednalo o zbytek majetku, který si ponechal výše zmíněný Olbram ze Štěkře. Roku 1492 byla tato část vsi v držení rodu Doudlebských z Doudleb, následně roku 1550 přešla do držení rodu Rožmberků a roku 1551 do majetku rodu Vrchotických z Loutkova.[chybí lepší zdroj] Ti ji připojili ke svému statku Vřesná u Kardašovy Řečice. Po bitvě na Bílé Hoře jim byl majetek zkonfiskován a tyto statky připadly postupně panství jindřichohradeckému, roku pak 1693 panství třeboňskému a nakonec roku 1735 panství Kardašova Řečice, jehož součástí zůstaly až do zavedení obecní samosprávy roku 1850.
Roku 1675 je v urbáři panství jindřichohradeckého uvedeno, že k jednomu gruntu náleží již tehdy zpustlý mlýn (dnešní čp. 2, mlýn Tůmův).[chybí lepší zdroj]
Samotný název Dolní Radouň (Nieder Radaun) se pro tuto část vsi používal zřejmě jen zřídka, například v Müllerově mapě Čech či v mapách třeboňského panství, které z ní vycházejí,[chybí lepší zdroj] nebo v několika rejstřících a místopisných slovnících. V místních pramenech (gruntovních knihách či seznamech poddaných) jsou tyto statky nazývány prostě Horní Radouň a někdy jsou řazeny také k sousední Okrouhlé Radouni.

### Špitální grunty
Nejpozději od roku 1485 nepřetržitě až do roku 1850 náleželo několik gruntů roztroušených po celé obci (jedná se o dnešní čp. 3, 4, 25 a 39) do správy Ústavu pro chudé v Jindřichově Hradci, tak jako téměř celá sousední obec Okrouhlá Radouň. Tyto statky tak vlastně po celou historii obce stály zcela stranou výše popsaného vývoje.

## Přírodní poměry
Horní Radouň leží na okraji Českomoravské vrchoviny, třináct kilometrů severně od Jindřichova Hradce. Nadmořská výška se pohybuje od 520 do 590 metrů.

## Obyvatelstvo
| Rok            | 1869  | 1880  | 1890  | 1900  | 1910  | 1921  | 1930 | 1950 | 1961 | 1970 | 1980 | 1991 | 2001 | 2011 | 2021 |
| -------------- | ----- | ----- | ----- | ----- | ----- | ----- | ---- | ---- | ---- | ---- | ---- | ---- | ---- | ---- | ---- |
| Počet obyvatel | 1 245 | 1 193 | 1 175 | 1 123 | 1 093 | 1 018 | 873  | 592  | 580  | 474  | 401  | 298  | 256  | 244  | 252  |
| Počet domů     | 173   | 182   | 185   | 189   | 190   | 189   | 192  | 187  | 164  | 155  | 142  | 186  | 190  | 201  | 206  |

## Obecní správa

### Části obce
Obec Horní Radouň se skládá ze čtyř částí na dvou katastrálních územích
- Bukovka (leží v k. ú. Starý Bozděchov)
- Horní Radouň (i název k. ú.)
- Nový Bozděchov (leží v k. ú. Starý Bozděchov)
- Starý Bozděchov (i název k. ú.)

Od 1. ledna 1980 do 30. června 1990 k obci patřila i Kostelní Radouň.

### Symboly
Roku 2024 schválilo místní zastupitelstvo nový znak a vlajku obce Horní Radouň.
Znak i vlajka jsou tvořeny svisle polceným polem – toto rozdělení odráží fakt, že obec vznikla roku 1960 spojením dvou původních obcí: Horní Radouně a Starého Bozděchova. Způsob polcení je převzat z pečeti rytíře Bohuslava z Bozděchova (1454, 1458), který jako jediný z členů staršího pokolení rytířů z Bozděchova měl v pečeti štítové znamení – svisle polcený červeno-bílý štít.
Zlatá pětilistá růže v modrém poli, natočená kolmo k rozštěpení štítu, je převzata z erbu pánů z Hradce. Tato figura v první řadě symbolizuje příslušnost dnešní obce k celému regionu Jindřichohradecka, ale odkazuje také k tomu, že právě pánové z Hradce prostřednictvím Ústavu pro chudé spravovali některé statky v obci. Modrá a zlatá byly také barvami rodů, které držely všechny tři původní osady Horní Radouně: Venclíkové z Vrchovišť (Včelnickou Radouň), Malovcové z Malovic (Horní Radouň) a Slavatové z Chlumu a Košumberka (Dolní Radouň). Tři viditelné okvětní lístky tak odkazují k těmto třem původním osadám.
Stříbrné mlýnské kolo v červeném poli odkazuje k faktu, že mlýny byly nejspíše důvodem k založení samotné vesnice Horní Radouň. V obci je jich doloženo celkem šest (čp. 2, 11, 23, 26, 60 a také čp. 15 v Okrouhlé Radouni), a proto má kolo ve znaku šest ramen. Čtyři mlýny jsou doloženy v zápisech Desk zemských již v 16. století, pátý je doložen v 17. století v urbáři již jako pustý a šestý pak vznikl ve století 18. Do dnešních dnů se dochovaly pouze tři z nich – což je symbolizováno tím, že ve znaku jsou viditelná pouze tři ze šesti ramen mlýnského kola.

## Pamětihodnosti
V obci se nachází kaplička svatého Jana Nepomuckého z 19. století a pamětní deska obětem první světové války na budově bývalé školy. V místní části Bukovka je kaplička a ve Starém Bozděchově také na budově bývalé školy pamětní deska místnímu partyzánskému hnutí.

## Osobnosti
- Karel Vondrák (1898–194?) – malířský mistr, účastník válečného odboje, zemřel v koncentračním táboře v Německu

## Galerie

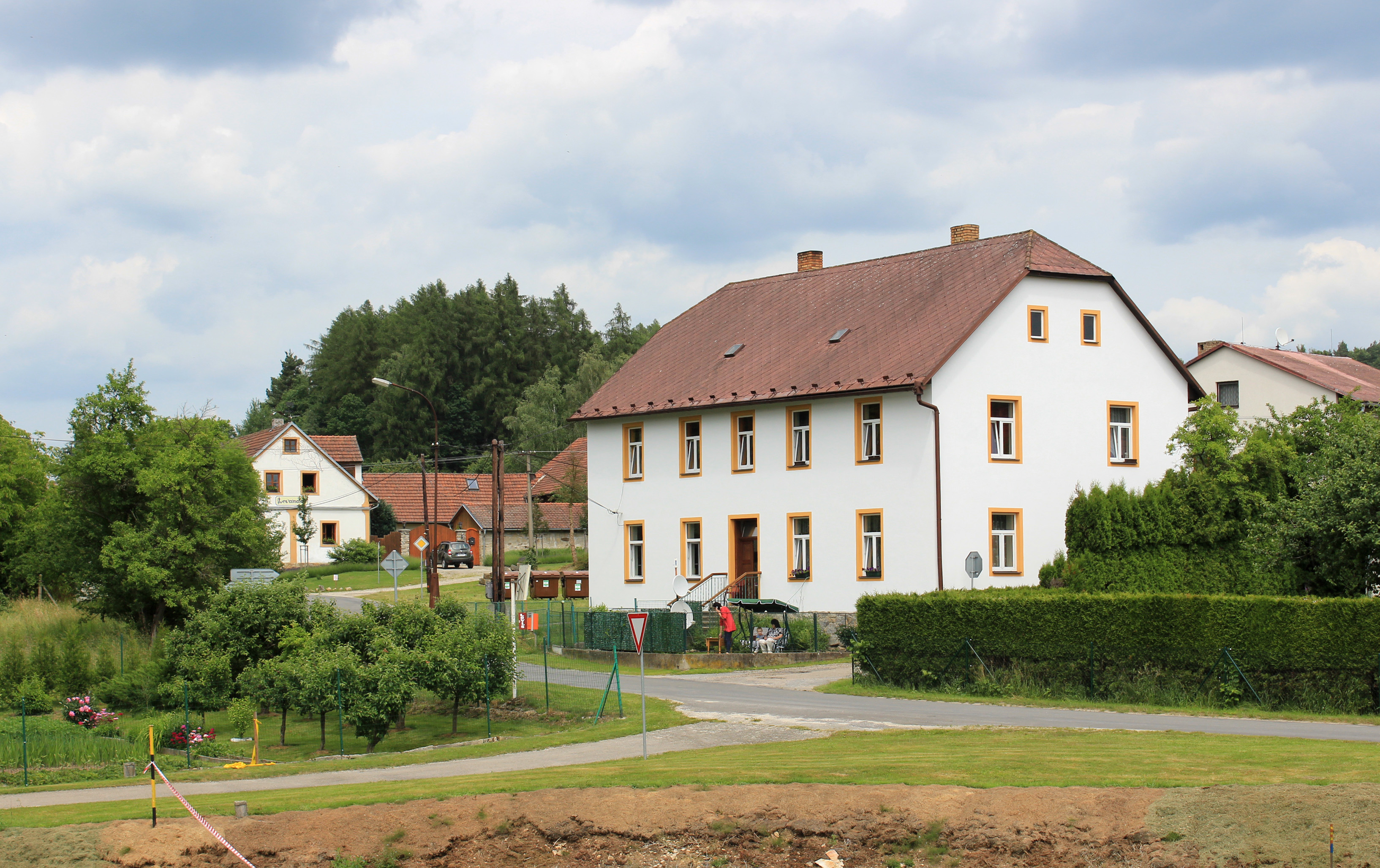
Dům č.p. 99
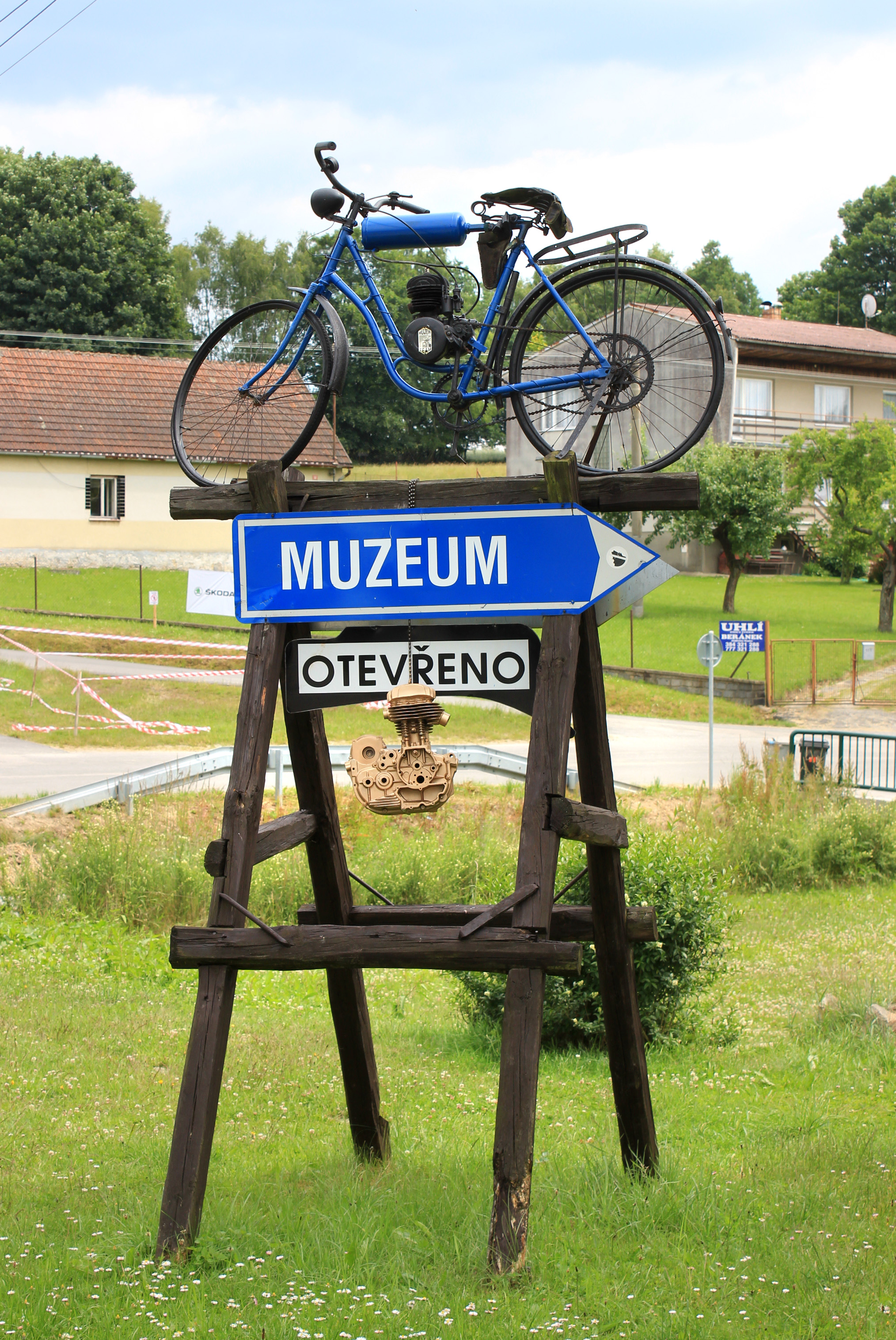
Poutač muzea
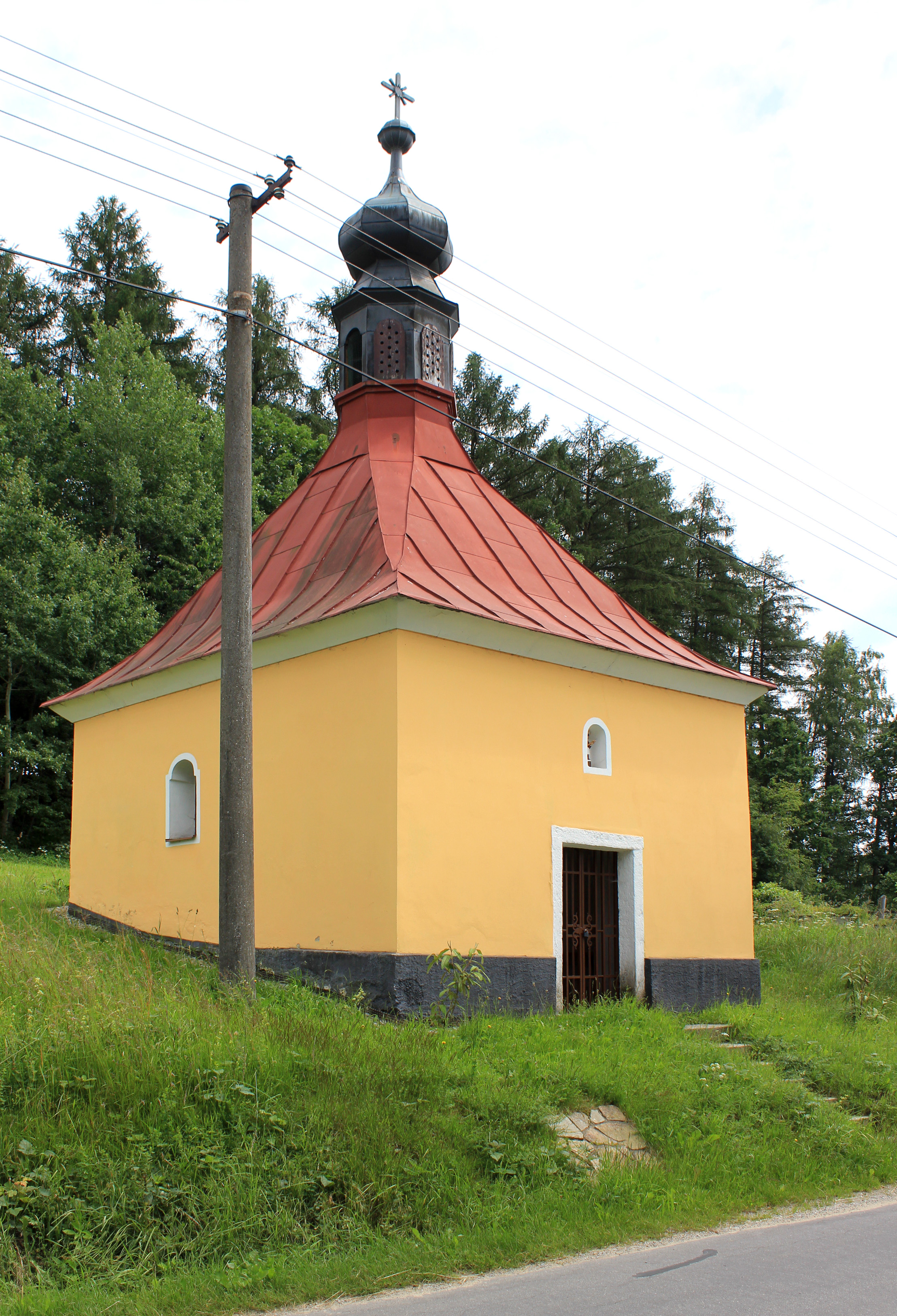
Kaple u silnice